# Брадацел (Сучава)
Брадацел (рум. Brădățel) насеље је у Румунији у округу Сучава у општини Хородничени. Oпштина се налази на надморској висини од 405 m.

## Становништво
Према подацима из 2002. године у насељу је живело 684 становника, од којих су сви румунске националности.